# Геффен (Нідерланди)
Геффен (нід. Geffen) — село в нідерландській провінції Північний Брабант. Входить до муніципалітету Осс.
Його площа становить 11,03 км², а населення станом на 2021 рік складало 4 995 осіб.
До 1993 року мало статус окремого муніципалітету.

## Галерея

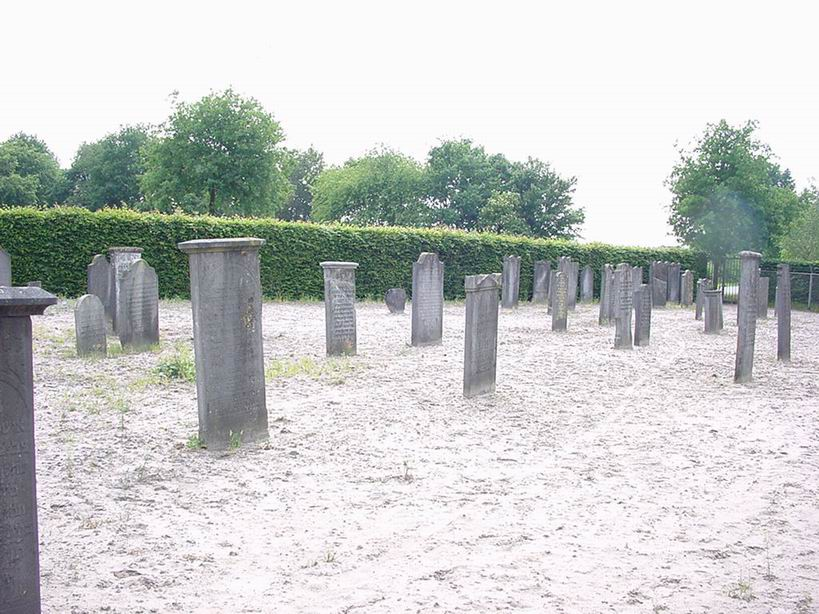
Єврейський цвинтар у Геффені
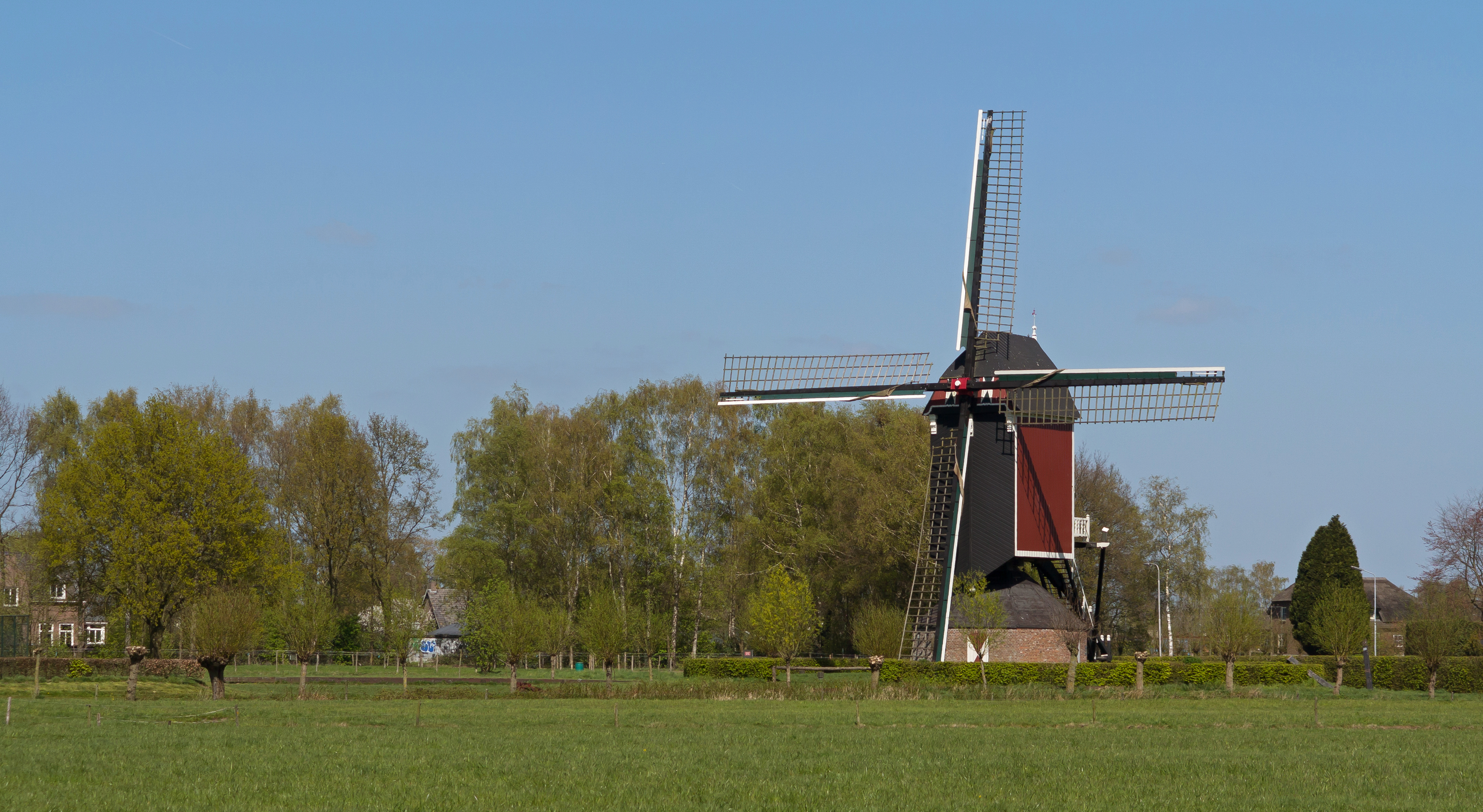
Вітряк у селі